# Уебстър (окръг, Мисисипи)
Вижте пояснителната страница за други значения на Уебстър.
Окръг Уебстър (на английски: Webster County) е окръг в щата Мисисипи, Съединени американски щати. Площта му е 1096 km², а населението – 10 294 души (2000). Административен център е село Уолтхол.